# Florencia Pérez Padilla
Florencia Pérez Padilla (Sevilla, 1918-Madrid, 24 de enero de 2000), conocida artísticamente por Rosario, fue una bailaora de flamenco y bailarina española, formó pareja profesional con el gran bailaor Antonio entre 1928 y 1952, con el sobrenombre de Rosario y Antonio.

## Biografía

### Inicio
Nació en Sevilla en 1918 y falleció en Madrid el 24 de enero de 2000. Los recuerdos de su niñez se reparten entre la afición de su familia por el baile y las visitas de sus artísticos vecinos al quiosco de bebidas que su padre, Manuel Pérez, apodado el Ronco, tenía en su barrio. "Todas las noches, cuando la gente salía de los cafés cantantes, se iban al quiosco de mi padre a seguir la fiesta. Allí siempre estaban los Ortega, los Gallo o los Cagancho. Estrellita Castro solía cantar asomada al balcón, y por mi casa pasaban mucho la Niña de los Peines y Niño Ricardo. Pero al que más recuerdo, es a Manolo Caracol, que tenía dos años más que yo... Él era mi amor". 
Con nueve años comenzó sus estudios de danza en la Academia de Realito, donde con diez años empezó a formar pareja con Antonio, que se consolidaría como su pareja estable de baile durante los siguientes treinta años. Decía Rosario que su maestro, Realito, no enseñaba mucho, "dábamos vueltas, por un lado, por el otro, tocábamos las palmas y poco más", pero tenía un carácter tan vivaraz que le proporcionaba muy buenas compañías. "Era delgadito, poca cosa, pero siempre iba muy bien vestido, con su sombrero y su capa y se apuntaba a todas las fiestas, donde conseguía encandilar a las mujeres de dinero para enseñarlas a bailar". La pareja inició su carrera profesional con el nombre de Los chavalillos sevillanos, su primera actuación fue en 1928, en el Teatro Duque de Sevilla. Ese mismo año bailaron en el Pasaje de Oriente, en una fiesta que se daba en honor del infante Carlos y también dentro del mismo año efectúaron su primera salida al extranjero, para bailar en la Feria Internacional de Lieja (Bruselas).
En 1929 bailaron ante los reyes de España Alfonso XIII y Victoria Eugenia, en la Exposición Iberoamericana de Sevilla (1929), alternando con las actuaciones teatrales, bailaban en los cafés concierto, en fiestas privadas y en fiestas tradicionales de Cruces de Mayo. Al mismo tiempo que continuaban su parendizaje con diversos maestros, como Otero, también pasaron por el fundador de la dinastía de los Pericet, el abuelo Ángel, con quien aprendieron la Escuela Bolera, llamada entonces "bailes de zapatillas" y considerada la danza clásica española. Rosario acudía también a casa de la legendaria Juana la Macarrona, de quien aprendió las alegrías que tanto afamaron a esta artista, y Antonio asistía a las clases del maestro Frasquillo, quien le enseñó a bailar la farruca que tanta fama le dio en sus años de esplendor.
Los chavalillos sevillanos irrumpieron en Sevilla al lado de artistas de la talla de la Quica en su tablao flamenco Kursal, Pastora Pavón y Pepe Pinto o el cantaor Manuel Vallejo. El flamenco era su carta de presentación hasta entonces, y con ese repertorio de alegrías, farrucas y algo de Escuela Bolera de vez en cuando se trasladan en los años treinta a Barcelona. Su encuentro con el maestro Vicente Reyes fue fundamental para el giro artístico de su carrera. Con él comienzan a bailar creaciones coreográficas con música clásica, como el Bolero, de Ravel, o la Danza V, de Enrique Granados.

### Estancia en América
Barcelona es la última ciudad española que ven en más de 12 años, pues con el estallido de la guerra civil, se marchan al sur de Francia, donde reclutados por las autoridades republicanas, bailan en galas para recaudar dinero que se destinaría a los hospitales de campaña. El año 1937, el empresario de variedades Marquesi contrata a la pareja para hacer una gira por América, donde permanecerían doce años.
Se embarcan rumbo a Argentina para debutar en el Teatro Maravillas, con el espectáculo Las maravillas del Maravillas, junto a otros artistas españoles como Carmen Amaya. De Argentina pasan a Chile, Perú, Colombia, Venezuela, Cuba y México. En un ínterin vuelven a Argentina, para actuar en el Teatro Espléndido y en el Teatro Ateneo de Buenos Aires, donde dan el primer Concierto de Danza. Rematan la gira sudamericana en Brasil, en 1939.
En América, Rosario no sólo encontró la fama sino también el amor. En 1942, contrajo matrimonio con el pianista italiano Silvio Masciarelli, quien se les había unido en Buenos Aires junto al guitarrista Rafael Solé. Sus testigos de boda fueron Pedro Vargas y Mario Moreno "Cantinflas". Un año después, Rosario tuvo a su único hijo, Rafael, a quien amadrinó la también mítica Encarnación López la Argentinita. 
Los años cuarenta suponen su gran salto artístico, fueron contratados para la Sala de Fiestas del Waldorf-Astoria de Nueva York, con lo que se les abren las puertas de Estados Unidos, donde permanecieron siete años alternando temporadas largas en esta sala con viajes a Hollywood, donde cambian su nombre artístico por el de Rosario y Antonio y colaboran en tres películas: Las chicas de Ziegfeld (Zigfield girls) (1941), junto a Judy Garland, James Stewart y Lana Turner, Hollywood's canteen (1944), protagonizada por Bette Davis, Joan Crawford y Ronald Reagan, y Panamericana. "Teníamos mucha amistad con Tyrone Power, con Gina Lollobrigida y con Judy Garland. Cuando terminábamos de rodar venían a nuestro camerino a que les enseñáramos a bailar las sevillanas. Y por las noches, íbamos a la sala de fiestas Ciro's y nos lo pasábamos muy bien". En 1943, de vuelta a Nueva York, se presentan en el Teatro Carnegie Hall, con un grupo algo más numeroso y escenifican el Corpus Christi en Sevilla (de Albéniz).
Su éxito les proporciona una gran cantidad de contratos, entre 1944 y 1946, para actuar en las ciudades más importantes de Estados Unidos, donde llegan a actuar en la Casa Blanca ante el presidente Roosevelt. En Nueva York, Rosario y Antonio posan para Dalí, quien les hace un magnífico retrato. 
En 1946 van a México, donde estrenarán, en el Teatro Bellas Artes, el famoso Zapateado de Sarasate, coreografía maestra de baile individual. Sigue la pareja por Cuba, Uruguay, Perú, Chile y en 1948, actúan por segunda vez en la Argentina, en los Teatro Municipal y Colón de Buenos Aires. 
En esos doce años de permanencia en América la labor coreográfica y representativa de esta pareja es extensísima. Además del Zapateado, la jota Viva Navarra de Larrega, y el Zorongo gitano, son dos piezas fundamentales en su carrera. De Granados tienen una selección de Goyescas y las Danzas Número IX y VII (Valenciana), de Joaquín Turina, el Sacromonte, la Malagueña y Sevilla de Albéniz. El Café de Chinitas, con letras de García Lorca. De danzas de escuela: seguidillas manchegas, panaderos, boleros, sevillanas y fandangos de Huelva.
Llevan también selecciones de El amor brujo y del Sombrero de tres picos, de Manuel de Falla, sin haberlo resuelto todavía en forma de ballet. Y por último el testimonio de la inspiración americana y caribeña en los bailes El manisero y Jarana yucateca.
En 1949 vuelven a España y debutan en su regreso el 27 de enero de 1949, en el Teatro Fontalba, encabezando el programa con sus dos nombres, aunque el título de Los Chavalillos Sevillanos. Tiene un gran éxito de público y crítica, con una estancia imprevista de casi dos meses. En Semana Santa se presentan en Sevilla en el teatro San Fernando, con un éxito rotundo. Salen a Europa, en una gira que se inicia en primavera, en el Teatro de Champs Elysées de París, continúan por Italia, Suiza, Dinamarca, Suecia, Inglaterra, Bélgica, Escocia en los Festivales de Edimburgo en 1949 y en el Festival Internacional de Holanda. Viajan a Israel y vuelven a recorrer Europa por segunda vez: pasando por los teatros Palais Chaillot, la Pérgola, Cambridge. Vuelo a Tánger. Son requeridos para bailar en fiestas de hombres de estado: en España, Francia, en Egipto, Faruk. Tres años de gira sin descanso, siempre triunfantes.

### Separación de Antonio
Tres años después de regresar a España Rosario y Antonio se separan. En su biografía, el autor Rafael Salama habla de las peleas que los dos artistas protagonizaron: "Ante la incredulidad del público, Rosario y Antonio ofrecen en el último tramo de sus actuaciones europeas y españolas el espectáculo tragicómico añadido de bofetadas en el escenario, con sus consiguientes bajadas de telón, escoltas policiales, deserciones de uno y apelaciones por incumplimiento de contrato de otra".
El año 1953 comenzó con la creación de sus compañías por separado. Para Antonio, el baile español debía presentarse en grandes creaciones coreográficas como hizo con los ballets El amor brujo o El sombrero de tres picos. Rosario se decantó por un trabajo más individualizado, con montajes donde aparecía como estrella acompañada por bailaores de altura entre los que estaban Juan Quintero, Juan Alba o Miguel Sandoval. 
En 1955, Rosario fue seleccionada para participar en el Festival de Granada en los Jardines del Generalife, donde estrenó el ballet Sortilegio de la luna. En 1958 bailó en el pabellón de la Exposición Universal de Bruselas.
Durante varios años tuvo diversas formaciones, por las que pasaron bailarines y bailaores distinguidos. Pero la carrera de Rosario como empresaria tuvo una menor continuidad que la de Antonio. Sus coreografías se reducían por lo general a montajes para ella y uno o dos bailarines, no alcanzando a los grandes conjuntos. Pese a ello trabajó mucho durante dos décadas, tanto en España como en el extranjero. En diversas ocasiones, entre 1962 y 1965, volvió a bailar como invitada en la compañía de Antonio, y los dos juntos reverdecieron viejos éxitos.
Rosario comentaba sobre Antonio: "A pesar de nuestras diferencias, siempre diré que Antonio ha sido el mejor bailarín español de todos los tiempos. Era un fenómeno. Detrás de él, todos le han imitado de algún modo". 
Después de abandonar la escena, Rosario ha dedicado sus fuerzas a la enseñanza, y entre sus discípulas se encontraban las Infantas Elena y Cristina a las que iba a dar clase al Palacio de la Zarzuela con un coche de la Casa Real. 
El nombre y la figura de Rosario permaneció iluminado con más intensidad durante los años en los que fue pareja de Antonio. La separación fue más beneficiosa para él: Antonio Ruiz comparte el trono del baile español masculino con Vicente Escudero y Antonio Gades, Rosario, por el contrario, siempre es recordada como "su" pareja, sin haber trascendido su nombre a la gran opinión pública, como sí ha sucedido con él.